# Dechen Chöling
Ne pas confondre avec le Palais de Dechencholing au Bhoutan.
Dechen Chöling est le centre résidentiel de pratique de la communauté bouddhiste Shambhala en Europe. Le centre, fondé en 1994 par l'Association Shambhala Europe, est situé dans un grand parc paysager du Limousin à Saint-Yrieix-sous-Aixe, à proximité de Limoges, en France. Le centre est membre de l'Union bouddhiste de France.
Dechen Chöling dépend de Shambhala Europe - un réseau de plus que 45 centres et groupes de méditation urbains - et est rattaché à la lignée Shambhala, qui a constitué un réseau mondial de 140 centres urbains et sept centres de pratique résidentiels . Le bouddhisme Shambhala fondé par Chögyam Trungpa Rinpoché se réclame du bouddhisme tibétain, mais propose une voie laïque de la méditation. Il est surtout implanté en occident et veut proposer une voie de pratique du bouddhisme moderne, correspondant à la culture occidentale du XXIe siècle. Sa valeur centrale est la "Bonté Fondamentale" de l’être humain et il veut montrer la voie d'une "Société Éveillée". Sa pratique de base est la méditation.